# Hồ Bộc Nguyên
Hồ Bộc Nguyên thuộc địa phận xã Cẩm Thạch (huyện Cẩm Xuyên) và xã Thạch Điền (huyện Thạch Hà), đây là hồ cung cấp nước sinh hoạt cho thành phố Hà Tĩnh, tỉnh Hà Tĩnh. Phía tây của hồ giáp với núi đồi, rừng thông, phía nam giáp với hồ Kẻ Gỗ.
Hồ chứa Bộc Nguyên có trữ lượng nước 19,8 triệu m3,phục vụ cấp nước sinh hoạt cho TP Hà Tĩnh và một số vùng lân cận; Năm 2015 được nâng cấp đưa tổng trữ lượng nước trong hồ lên 24,5 triệu m3